# Буддийский алтарь

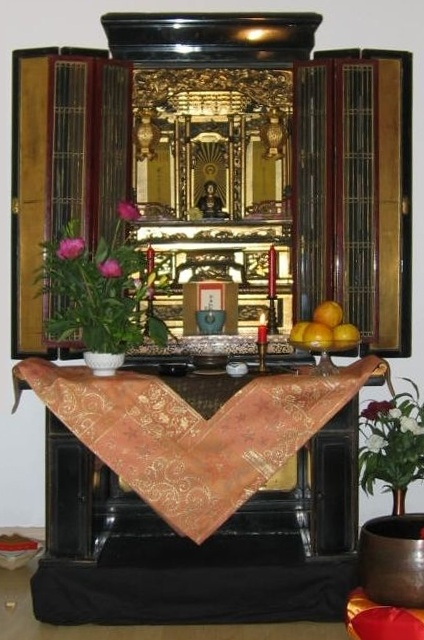
Буцудан — домашний алтарь в Японии

Обычный буддийский алтарь состоит из нескольких групп объектов. В тибетской традиции и родственных школах самыми важными являются три объекта, которые представляют тело, речь и ум Будды. Из них состоит базовый алтарь. Первым из этих объектов является статуя Будды или бодхисаттвы, которая помещается в центре. Вторым объектом является сакральный текст, символизирующий речь Будды. Он завёрнут в тёмно-красную или жёлтую ткань и располагается слева от Будды. С правого бока алтаря размещается ступа, как символ ума Будды. Вместо каждого из этих объектов можно использовать изображения.
Вокруг этих объектов могут располагаться изображения будд, бодхисаттв, лам и защитников. В Ваджраяне, в частности в тибетском буддизме, центральным аспектом является лама или учитель. Вокруг него могут размещаться идамы и защитники.
Вторая группа объектов относится к дарам. Обычно используют семь чаш с дарами Будде и бодхисаттвам. Они должны быть расположены по прямой линии и содержать (слева направо):
- Питьевая вода — символизирует чистоту ума.
- Вода для умывания — символизирует чистоту тела.
- Рис и цветы — символизирует чистоту взгляда.
- Рис и благовония — символизирует свойство Дхармы проникать везде.
- Свеча — символизирует озарение.
- Ароматизированная вода — символизирует преданность.
- Рис и еда — преподносят Буддам в качестве благодарности.

Иногда среди даров есть морская раковина и колокольчик (тинг-шаг), символизирующие пробуждение существ, которые слушают Дхарму.
К третьей группе объектов относят предметы, которые используют во время особых ритуалов (или постоянно). К ним относят тормы, дордже, колокольчик, хрустальный шар.
Алтарь располагают на самом высоком месте.
В дальневосточном буддизме, в частности в Китае, как правило на алтарь устанавливают изображения/статуи будд (и/или свитки с их именами), свечи, вазы для цветов, курительницы или подставки для благовоний, поющие чаши, мисочки для подношений воды, фруктов, риса и прочего. В Японии, нередко, используются буцуданы.